# Polarni dan
Polarni dan ili ponoćno sunce je prirodni fenomen koji se pojavljuje sjeverno od Arktičkog kruga i južno od Antarktičkog kruga, a tijekom kojeg je sunce vidljivo 24 sata na dan, odnosno uopće ne zalazi ispod obzora. Vrijeme tijekom kojeg sunce ne zalazi ovisi o zemljopisnom položaju mjesta, a varira od 20 sati na samim krugovima do 186 dana na polovima.
Budući da Antarktika nema stalnih stanovnika, jedina populacija koja redovito doživljava ovaj fenomen je ona na Aljaski, Grenlandu, Islandu te u sjevernim dijelovima Kanade, Švedske, Norveške, Finske i krajnjim dijelovima Rusije poput Novaje zemlje i grada Murmanska. Suprotni fenomen je kada sunce uopće ne izlazi, a zove se polarna noć.

## Vanjske poveznice
- Webcam i vremenske informacije sveučilišta Tromsø